# Sophie von Weichselburg
Sophie von Weichselburg (auch: von Weichselberg/Višnja Gora, * um 1190; † 28. Februar 1256 in Admont) war Gräfin von Stein (Kamnik in Oberkrain) und Markgräfin von Istrien-Krain.
Sophie war die Tochter Graf Alberts von Weichselburg († 1209). Als letzte ihres Hauses brachte sie die reichen Besitzungen ihrer Vorfahren in der Windischen Mark mit in die Ehe mit ihrem Gemahl, Heinrich von Andechs-Dießen, Markgraf von Istrien-Krain.
Markgraf Heinrich wurde 1208 im Umfeld der Ermordung König Philipps von den Wittelsbachern übel mitgespielt. Er wurde geächtet, konnte nach Rehabilitation seine Stellung und Güter nicht wiedergewinnen und starb 1228 in Windischgraz (Slovenj Gradec).
Da seine Ehe kinderlos geblieben war, fiel sein Erbe an seine Brüder. Das Weichselburger Erbe dagegen war bei Sophie geblieben, die sich allerdings nunmehr zu klösterlichem Leben berufen fühlte.
Herzog Otto I. von Andechs-Meranien, einer der Brüder ihres verstorbenen Mannes, ergriff die Gelegenheit und kaufte ihr die Weichselburger Güter ab. Von der Kaufsumme stiftete sie 300 Pfund Augsburger Pfennige an das Kloster Dießen, der Rest dürfte zu einem guten Teil an das Kloster Admont gegangen sein, wo sie den Rest ihres Lebens verbringen wollte und 1256 starb. Ihre Grabstätte liegt im Kloster Sittich, in der Heimat ihrer Väter.